# Teatro Reims
Il Teatro Reims è un teatro di Firenze nel quartiere di Gavinana.

## Storia e descrizione
Il teatro, costruito nel 1976,  nasce come una realtà specializzata soprattutto nella commedia fiorentina d'autore. La struttura attuale è il risultato dei lavori di adattamento e ampliamento eseguiti nel 1995 su progetto dell'architetto G. Brachetti. Il teatro si situa nel contesto delle strutture medie con una capienza di 286 posti. Per molti anni è stato il teatro di Giovanni Nannini e di Adelaide Foti. Dall'ottobre del 2015 la gestione del teatro viene affidata ad una nuova realtà sotto la direzione artistica di Antonio Susini, proveniente dal Teatro dell'Oriuolo di Firenze. Dal 2015 Il teatro ha una stagione di prosa ufficiale con un cartellone che prevede spettacoli sia di prosa che di musica. All'interno è presente anche una scuola di teatro.